# Dương cầm điện tử
Dương cầm điện tử là một nhạc cụ dùng bàn phím được thiết kế để tái tạo các âm sắc của một chiếc đàn dương cầm (đôi khi là đàn clavơxanh hay đàn Organ) sử dụng phương pháp mạch tượng tự.
Chiếc dương cầm điện tử đầu tiên xuất hiện vào thập niên 1970 và phần lớn chúng được chế tạo ở Ý (Davies 2001), mặc dù những mẫu tương tự cũng được sản xuất cùng lúc tại Nhật Bản. Một ngoại lệ trong lĩnh vực nhạc cụ là những chiếc đàn được chế tạo bởi công ty RMI ở Hoa Kỳ trong giai đoạn 1967-1980 và được sử dụng bởi các nhóm nhạc Genesis, Yes, Deep Purple, các ca sĩ Elton John và Rick Wakeman (Reid, 2001). Các dương cầm điện tử đời đầu này (kể cả những chiếc do RMI sản xuất) không thật sự nhạy cảm với vận tốc, tỉ như giữa việc ấn bàn phím mạnh hay nhẹ thì âm thanh phát ra gần như không có sự khác biệt nào đáng kể, giống như trong trường hợp đàn organ.
| “                       | Nhược điểm chính của RMI chính là nó hoàn toàn không hề nhạy cảm với việc bấm phím đàn. Tôi thấy rằng điều này dẫn đến nhiều giới hạn, tỉ như mọi bum-note đều được chơi ở âm lượng tối đa, không cần biết bạn bấm phím đàn nhẹ đến mức nào. | ” |
| — Tony Banks, Reid 2001 | |   |

.
Dương cầm điện tử trở nên kém thông dụng hơn trong thập niên 1980 khi các dương cầm kỹ thuật số và các máy tổng hợp âm có khả năng tạo nhiều âm thanh trở nên phong phú hơn về số lượng và giá cả cũng trở nên phải chăng, phù hợp cho việc sử dụng chuyên nghiệp hay sử dụng tại gia với tư cách là một nhạc cụ chi phí thấp, nhỏ và nhẹ hơn chiếc đàn piano cơ.

## Sách tham khảo
- Davies, Hugh. 2001. "Electronic Piano". The New Grove Dictionary of Music and Musicians, second edition, edited by Stanley Sadie and John Tyrrell. London: Macmillan Publishers.
- Reid, Gordon. 2001. "Prog Spawn! The Rise And Fall Of Rocky Mount Instruments (Retro) Gordon Reid". Sound on Sound (December) (Accessed ngày 21 tháng 6 năm 2011)..
- Wilson, Chris. 2009. "Roll Over, Beethoven: How Yamaha's New Electronic Piano Improves upon a 300-Year-Old Instrument". Slate. Truy cập ngày 29 tháng 10 năm 2009.